# Johann Adolf Winter

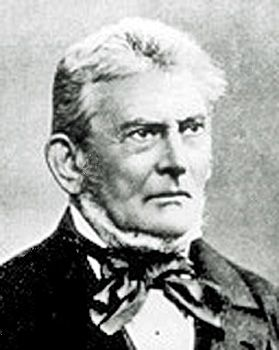
Johann Adolf Winter (vor 1901)

Johann Adolf Winter (* 20. April 1816 in Leipzig; † 18. September 1901 ebenda) war ein deutscher Otologe, Ophthalmologe und Bibliothekar.

## Leben
Johann Adolf Winter war der Sohn des späteren Leipziger Stadtrichters Johann August Adolph Winkler und seiner Ehefrau Friderike, geborene Bracht. Nach dem Besuch der Nikolaischule begann er 1834 das Studium der Medizin an der Universität Leipzig. Seine wichtigsten Lehrer waren Ernst Heinrich Weber (1795–1878), Ludwig Cerutti (1789–1858), Johann Christian August Clarus (1774–1854) und Johann Christian Jörg (1779–1856).
Nach Ablegen des Rigorosums 1838 ging er für zwei Jahre als Assistent zu einem praktischen Arzt, bevor er 1840 in die Augenheilanstalt Friedrich Philipp Ritterichs (1782–1866) wechselte und während dieser Zeit mit einer Dissertationsschrift zur Augenheilkunde 1841 zum Dr. med. promoviert wurde. Danach begab er sich auf eine längere wissenschaftliche Reise, zu der sein Vater die Mittel beisteuerte. Diese führte ihn an wissenschaftliche Einrichtungen in Berlin, Prag, Wien und Paris, jeweils mit mehrmonatigen Aufenthalten und Zwischenaufenthalten in weiteren Städten.
Wieder zurück in Leipzig arbeitete er vor allem auf den Gebieten der Augen- und Ohrenheilkunde, habilitierte sich 1844 und hielt als Dozent Vorlesungen über Augenheilkunde, Ohrenheilkunde, Rezeptierkunde und Geschichte der Medizin. Voraussetzung für die Dozentur war eine eben zu dieser Zeit nur kurz geltende Forderung der philosophischen Fakultät, dass alle Dozenten die philosophische Doktorwürde erwerben müssten, was durch einige naturwissenschaftliche Prüfungen zu erledigen war. Mach Ablegung dieser Prüfungen erhielt Winter auch den akademischen Grad Dr. phil. verliehen. Die Vorlesungstätigkeit betrieb er bis in sein Todesjahr, ab 1865 allerdings nur noch über Rezeptierkunde und eine Einleitung in das Studium der Medizin. Seine Arbeit zur Ohrenheilkunde brachte ihm 1853 eine außerordentliche Professur für Ohrenheilkunde und führte damit auch zur institutionellen Aufwertung dieses Gebiets.
1859 wechselte er aus dem Klinikbetrieb als Bibliothekar in die Leipziger Universitätsbibliothek, wo er bis 1896 wirkte. Diese Position kam dem großen Projekt seiner zweiten Lebenshälfte entgegen. Seit 1850 redigierte er „Schmidt’s Jahrbücher der in- und ausländischen gesamten Medicin“, ein periodisches bibliographisches Werk, welches das gesamte Schrifttum der Medizin fortfolgend zu erfassen versuchte. Dies erledigte er zunächst gemeinsam mit Hermann Eberhard Richter (1808–1876), ab 1877 allein und von 1886 bis 1899 als Mitarbeiter unter Paul Julius Möbius (1853–1907) und Hugo Dippe (1855–1925).
In den letzten Lebensjahren ließ seine Sehkraft sehr stark nach, sodass er beispielsweise seine Lebenserinnerungen nur noch diktierend zu Papier bringen konnte.
Seit 1854 war Johann Adolf Winter verheiratet mit Friederike, geborene Loose. Das Ehepaar hatte eine 1860 geborene Tochter.

## Publikationen
- Grundzüge der ärztlichen Receptirkunst. Leipzig: Gröber, 1881
- Beiträge zur Geschichte der Entwicklung des Medicinalwesens im Königreich Sachsen. Leipzig: Gröber, 1893
- Biographische Notizen über die auf dem Gebiete der Chirurgie, Augenheilkunde, Ohrenheilkunde ausgezeichneten Ärzte während des letzten Jahrhunderts im Königreich Sachsen. Leipzig: Gröber, 1896
- Lebenserinnerungen eines Jubeldoctor der Medicin und Philosophie.  Leipzig: Gröber, 1901 (Digitalisat)
- 1850–1899 Herausgabe bzw. Mitarbeit an Schmidt’s Jahrbücher der in- und ausländischen gesamten Medicin